# August Bezucha
August Bezucha (ur. 18 kwietnia 1871, zm. 3 grudnia 1945 w Sanoku) – polski sędzia, adwokat, działacz społeczny.

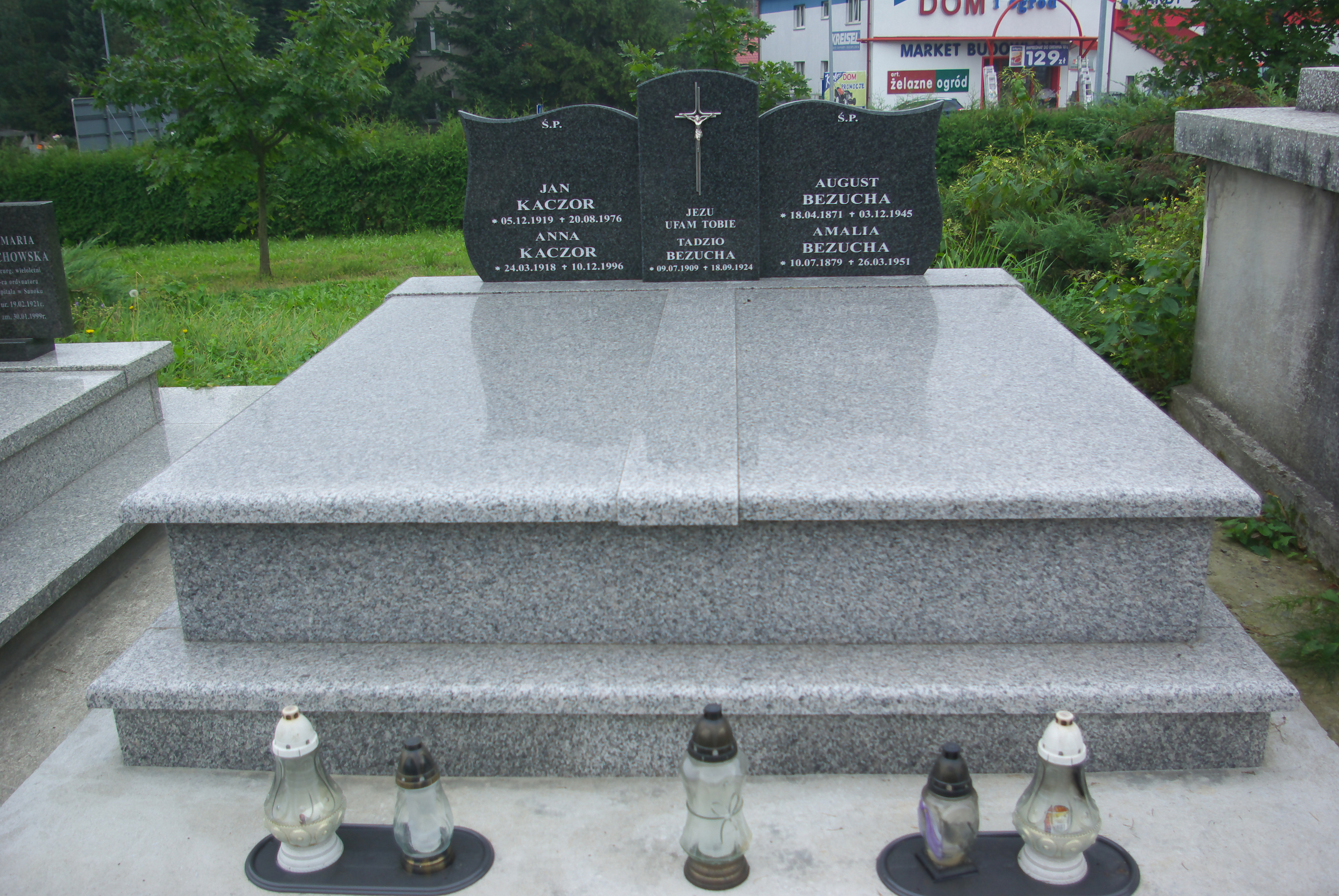
Grobowiec rodziny Bezuchów w Sanoku (2018)

## Życiorys
August Bezucha urodził się 18 kwietnia 1871. Kształcił się w C. K. Gimnazjum im. Franciszka Józefa we Lwowie. Ukończył studia prawnicze. W okresie zaboru austriackiego w ramach autonomii galicyjskiej wstąpił do c. k. służby sądowniczej. Od około 1897 był auskultantem C. K. Sądu Krajowego we Lwowie. Od około 1899 był adjunktem w C. K. Sądzie Powiatowym w Pruchniku, a od około 1901 był adjunktem w C. K. Sądzie Powiatowym w Radymnie. W 1903 w Jarosławiu działał na rzecz Towarzystwa Szkoły Ludowej. Jako sekretarz sądowy w sierpniu 1907 został przeniesiony z Jabłonowa do Sanoka i pełnił to stanowisko w tamtejszym C. K. Sądzie Obwodowym, po czym od około 1909 pracował tam w randzie sędziego powiatowego. W czerwcu 1912 mianowany radcą C. K. Sądu Krajowego dla Sanoka i od tego czasu w tym charakterze pracował w tamtejszym Sądzie Obwodowym. W tym charakterze w 1913, 1918 został wybrany zastępcą przewodniczącego sądu przysięgłych przy C. K. Sądzie Obwodowym w Sanoku. Po wybuchu I wojny światowej od 14 listopada 1914 wraz z bliskimi przebywał w Wiedniu. Później pozostawał na swoim stanowisku w sanockim sądzie do 1918.
Po odzyskaniu przez Polskę niepodległości w okresie II Rzeczypospolitej sprawował urząd sędziego Sądu Okręgowego w Sanoku i jednocześnie był kierownikiem Sądu Powiatowego (ok. 1927/1928), Sądu Grodzkiego (ok. 1929), do około 1934. Został wybrany członkiem sądu przysięgłych na rok 1927. W 1930 był naczelnikiem Sądu Grodzkiego w Sanoku Działał w kole Zrzeszenia Sędziów i Prokuratorów RP w Sanoku (1931/1932 jako prezes, 1935/1936 jako członek, gdy był już na emeryturze). Prócz zawodu sędziego był także adwokatem. 
Został wybrany radnym miejskim w Sanoku w 1910, w 1912 w nowej radzie po przyłączeniu do Sanoka gminy Posada Sanocka. W grudniu 1913 wyzwał wiceburmistrza Pawła Biedkę na pojedynek w związku z jego twierdzeniem, iż wypowiedź radnego Augusta Bezuchy na posiedzeniu rady miejskiej Sanoka nie zgadza się z prawdą; ostatecznie Biedka odmówił dania satysfakcji Bezusze. W 1914 był zastępcą asesora C. K. Sądu Okręgowego dla spraw skarbowych w Sanoku. Na przełomie lipca i sierpnia 1911 został członkiem dyrekcji Domu Handlowo-Przemysłowego w Sanoku. W wolnej Polsce także sprawował mandat radnego miejskie w Sanoku, wybierany w wyborach w 1919, 1924. Był członkiem sanockiego gniazda Polskiego Towarzystwa Gimnastycznego „Sokół” (1912, 1920, 1924). Od 2 stycznia 1914 do 1922 był członkiem wydziału Towarzystwa Kredytowego Urzędników i Sług Państwowych dla Budowy Członkom Domów Mieszkalnych i Dostarczanie Tymże Członkom Artykułów Spożywczych w Sanoku.
Jego żoną została Amalia z domu Obmińska (córka Floriana i Władysławy z domu Adamskiej, ur. 10 lipca 1879 w Birczy, zm. 26 marca 1951 w Sanoku), z którą miał dziesięcioro dzieci: córki Maria Józefa (ur. 1900, od 1928 zamężna z radcą NIK, Julianem Sołtykiem), Zofia Barbara (ur. 1902, od 1924 zamężna z mjr. Andrzejem Bogaczem, matka Kazimierza), Jadwiga Emilia (1904–1935, od 1927 zamężna z inż. roln. Tadeuszem Stanisławem Kościuszką, nauczycielka), Stanisława Władysława (ur. 1905, od 1929 zamężna z Janem Łuczkiewiczem, urzędnikiem bankowym), Stefania (ur. 1906, po mężu Drabczyńska), Anna (1918–1996, po mężu Kaczor), synowie Jan (1908–1992, prawnik, oficer, mąż córki dr. Stanisława Domańskiego), Tadeusz (1909–1924), Zygmunt (1912–1940, oficer, ofiara zbrodni katyńskiej), August Wacław (ur. 1916). Rodzina zamieszkiwała przy ówczesnej ulicy Antoniego Małeckiego pod numerem 89 względnie 4 (obecnie ulica Generała Władysława Sikorskiego).
Zmarł 3 grudnia 1945 w Sanoku. Został pochowany w grobowcu rodzinnym na cmentarzu przy ul. Rymanowskiej w Sanoku.

## Odznaczenia
austro-węgierskie
- Medal Jubileuszowy Pamiątkowy dla Cywilnych Funkcjonariuszów Państwowych (przed 1912)[9].
- Krzyż Jubileuszowy dla Cywilnych Funkcjonariuszów Państwowych (przed 1912)[9].